# لوپیتیدین
لوپیتیدین (انگلیسی: Lupitidine) یک آنتاگونیست گیرنده H2 است که به عنوان داروی ضد اسید معده و درمان زخم معده استفاده می‌شود.